# Shorda
Le bourg de Shorda (tibétain : ཤོར་མདའ, Wylie : shor mda', THL : shorda) ou bourg de Xiangda (chinois : 香达镇 ; pinyin : xiāngdá zhèn) est un bourg-canton et la capitale du  xian de Nangqên dans la préfecture autonome tibétaine de Yushu, dans la province du Qinghai en République populaire de Chine.

## Géographie
Shorda est située sur la rive de la rivière Dza-chu, dans la partie supérieure du Mékong.